# 1943 Anteros
1943 Anteros este un asteroid din grupul Amor, descoperit pe 13 martie 1973 de James Gibson.